# 楚魯巴斯科 (印地安納州)
楚魯巴斯科（英語：Churubusco）是一個位於美國印地安納州惠特利縣的城鎮。

## 人口
根據2010年美國人口普查的數據，楚魯巴斯科的面積為2.71平方千米，當中陸地面積為2.71平方千米，而水域面積為0.00平方千米。當地共有人口1796人，而人口密度為每平方千米663人。